# ドライヴィング・レイン
『ドライヴィング・レイン』（Driving Rain）は、2001年に発表されたポール・マッカートニーのアルバム。

## 解説
通算20枚目、1997年に発売された『フレイミング・パイ』以来およそ4年ぶりとなるオリジナル・アルバム。レコーディングに参加したバンドメンバーも一新され、アメリカの若手ミュージシャンが多く起用されたほか、参加した一部のメンバーはマッカートニーのツアーのサポートメンバーとして現在も活動している。また、息子のジェイムズ・マッカートニーがギター、パーカッションで参加し、楽曲の共作も行った。
プロデュースはトニー・ベネット等のプロデュースを手掛けたデヴィッド・カーンが行っている。これは、ニューヨークのオフィスで働いていたビル・ポリチェリがマッカートニーに対し、「次のアルバムのプロデューサーを決めてくれ」と依頼、いくつかの候補を送ってきたことがきっかけだったとアルバム発売時のインタビューで語っている。
マッカートニーは同インタビューで「皆とても優秀でレベルの高い人たちだったんだけど、その中で一番気に入ったのがデヴィッド・カーンだったんだ。彼のアプローチは、とても音楽的でありながら現代的でとても気に入ったよ。会ってみると、とても静かで要領が良くて、話してるうちに、彼がやりたい事と僕がやりたい事がとても似てるって事が分かったんだ」と語っている。

## レコーディング
レコーディングはロサンゼルスのスタジオで行われ、2001年の2月16日から2週間で16曲をレコーディング。その後、6月に再びロサンゼルスのスタジオに戻り、2曲追加録音を行い、同時にミキシング等の作業を行ったという。
本作の最後に収録された楽曲「フリーダム」は、レコーディングが終了した2001年10月20日にマディソン・スクエア・ガーデンで開催されたコンサート『Concert For New York City』時に録音されたものがベースで、3日後の10月23日にニューヨークのスタジオで本曲のシングル・バージョンをレコーディングした際のセッション時の音源がオーバーダビングされている。
因みにスタジオレコーディング時にはマッカートニーの意向で16トラックでレコーディングされたとのこと。

## リリースとレセプション
本作は発売当初概ね高い評価を受けたものの、アメリカでの初週売上は6万6千枚となり、イギリスでは46位という結果となった。
マッカートニーは本作を引っ提げ、2002年4月1日から同年の11月18日までツアー『Driving World Tour』を開催、その後、2003年3月25日から同年6月1日まで新たにツアー『Back In The World Tour』を開催した。
そして、本ツアーから本作のレコーディングに参加したラスティ·アンダーソン、エイブラハム・ラボリエルJr.、また、レコーディングには不参加であるものの、ギタリストのブライアン・レイ、以前と同様にキーボーディストのポール・ウィックス・ウィッケンズがマッカートニーのサポートメンバーとして加入した。

## アートワーク
ジャケットやブックレットに掲載されている写真は、マッカートニーがカメラ内蔵のカシオ製の腕時計で撮影した写真であるとのこと。

## 収録曲
特記なき楽曲はポール・マッカートニー作。
1. ロンリー・ロード - "Lonely Road"
2. フロム・ア・ラヴァー・トゥ・ア・フレンド - "From A Lover To A Friend"
3. シーズ・ギヴン・アップ・トーキング - "She's Given Up Talking"
4. ドライヴィング・レイン - "Driving Rain"
5. アイ・ドゥ - "I Do"
6. タイニー・バブル - "Tiny Bubble"
7. マジック - "Magic"
8. ユア・ウェイ - "Your Way"
9. スピニング・オン・アン・アクシス - "Spinning On An Axis" (Paul McCartney, James McCartney)
10. アバウト・ユー - "About You"
11. 愛するヘザー - "Heather"
12. バック・イン・ザ・サンシャイン・アゲイン - "Back In The Sunshine Again" (P. McCartney, J. McCartney)
13. ユア・ラヴィング・フレーム - "Your Loving Flame"
14. ジャイプールへの旅 - "Riding Into Jaipur"
15. 雨粒を洗い流して - "Rinse The Raindrops"
16. フリーダム - "Freedom"
17. "From a Lover to a Friend" （David Kahne remix 2）

※17.は2007年、iTunes Store販売版のボーナス・トラック。（CDシングル収録曲）

## クレジット
- ポール・マッカートニー - リード・ボーカル、バッキング・ボーカル、ベース、アコースティック・ギター、エレクトリック・ギター、スパニッシュ・ギター、ピアノ、ドラムス、パーカッション、タンバリン
- ラスティ·アンダーソン - アコースティック・ギター、エレクトリック・ギター、ペダル・スティール・ギター、12弦ギター、レスリー・ペダル、パーカッション、タンプーラ、ベース、バッキング・ボーカル
- エイブラハム・ラボリエルJr.  - ドラムス、エレクトロニック・ドラムス、エレクトロニック・パーカッション、タンバリン、パーカッション、バッキング・ボーカル、アコーディオン
- ゲイヴ・ディクソン  - ピアノ、エレクトリック・ピアノ、ハモンドオルガン、パーカッション、バッキング・ボーカル
- デヴィッド・カーン  - プロデューサー、ピアノ、オルガン、シンセサイザー、オーケストラル・サンプル、ストリングス・サンプリング、エレクトリック・ギター
- ラルフ・モリソン  - バイオリン
- デイヴィッド・キャンベル - ヴィオラ
- マット・フュネス - ヴィオラ
- ジョエル・デルイン - バイオリン　
- ラリー・コルベット - チェロ
- エリック・クラプトン - エレクトリック・ギター
- ウィル・リー - ベース
- ジェームス·マッカートニー - パーカッション、エレクトリック・ギター